# Grit Krüger

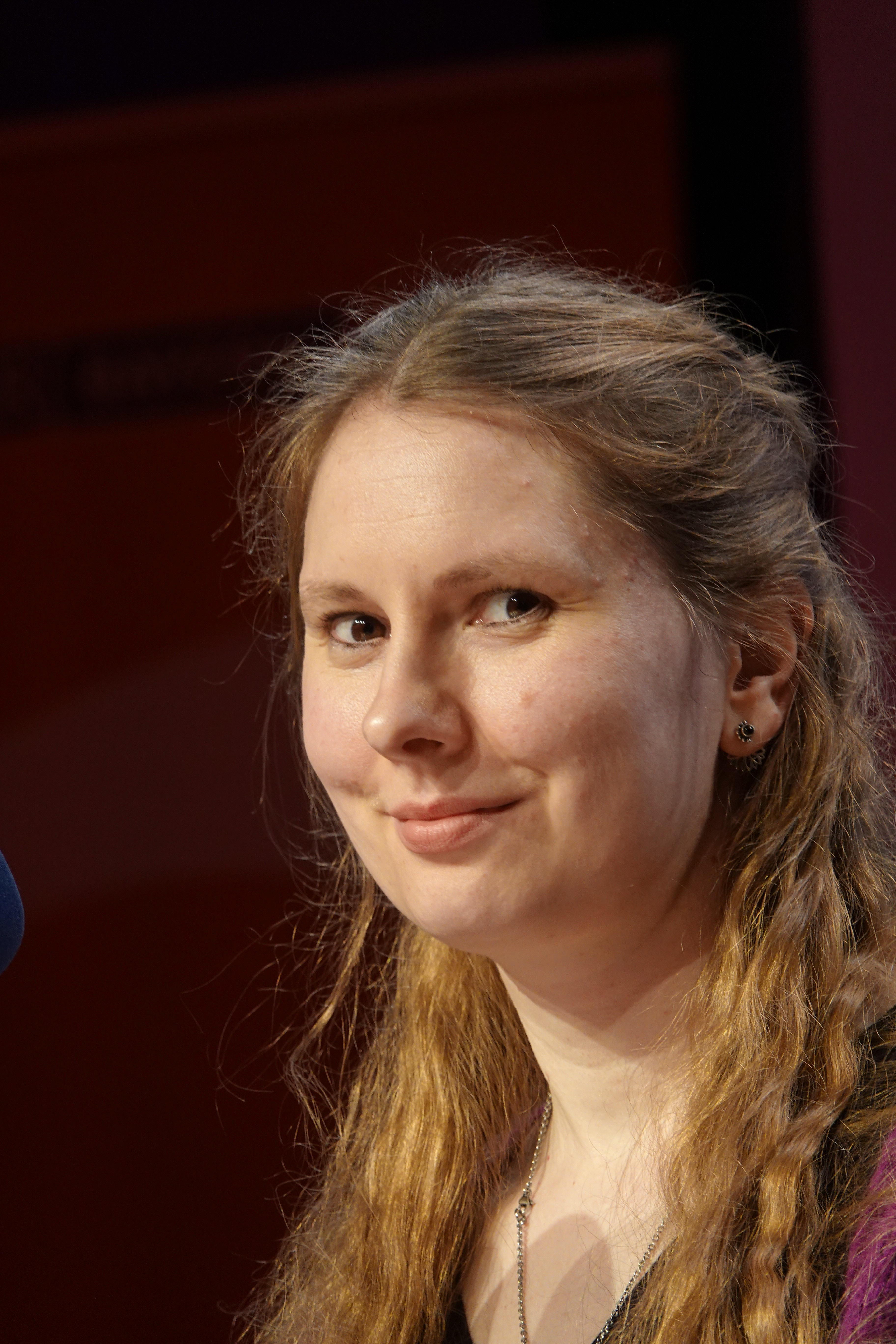
Grit Krüger (2023)

Grit Krüger (* 1989 in Erfurt) ist eine deutsche Schriftstellerin. Ihr Debütroman Tunnel wurde mehrfach ausgezeichnet.

## Leben und Werk
Krüger studierte Allgemeine und Vergleichende Literaturwissenschaft sowie Theater-, Film- und Medienwissenschaft an der Goethe-Universität Frankfurt am Main. Sie lebt in Ettlingen.
Im März 2023 erschien Krügers erster Roman Tunnel im Kanon Verlag. Der Text erzählt von Mascha, einer alleinerziehenden Mutter, und ihrer Tochter Tinka, die in prekären Verhältnissen leben und sich gegen ihre schwierige Lebensrealität behaupten. Mascha nimmt eine Stelle als Pflegeassistenz an und zieht mit ihrer Tochter in ein Altersheim. Dort beginnt sie gemeinsam mit einem Heimbewohner, im Keller einen Tunnel zu graben.

## Auszeichnungen
- 2023: Anna-Haag-Preis für Tunnel
- 2023: Kranichsteiner Literaturförderpreis des Deutschen Literaturfonds für Tunnel
- 2025: Schubart-Literaturförderpreis der Stadt Aalen für Tunnel

## Werke
- Tunnel. Kanon Verlag, Berlin 2023, ISBN 978-3-98568-063-4